# Direction générale des Douanes et Droits indirects
 (janvier 2020).
Si vous disposez d'ouvrages ou d'articles de référence ou si vous connaissez des sites web de qualité traitant du thème abordé ici, merci de compléter l'article en donnant les références utiles à sa vérifiabilité et en les liant à la section « Notes et références ».

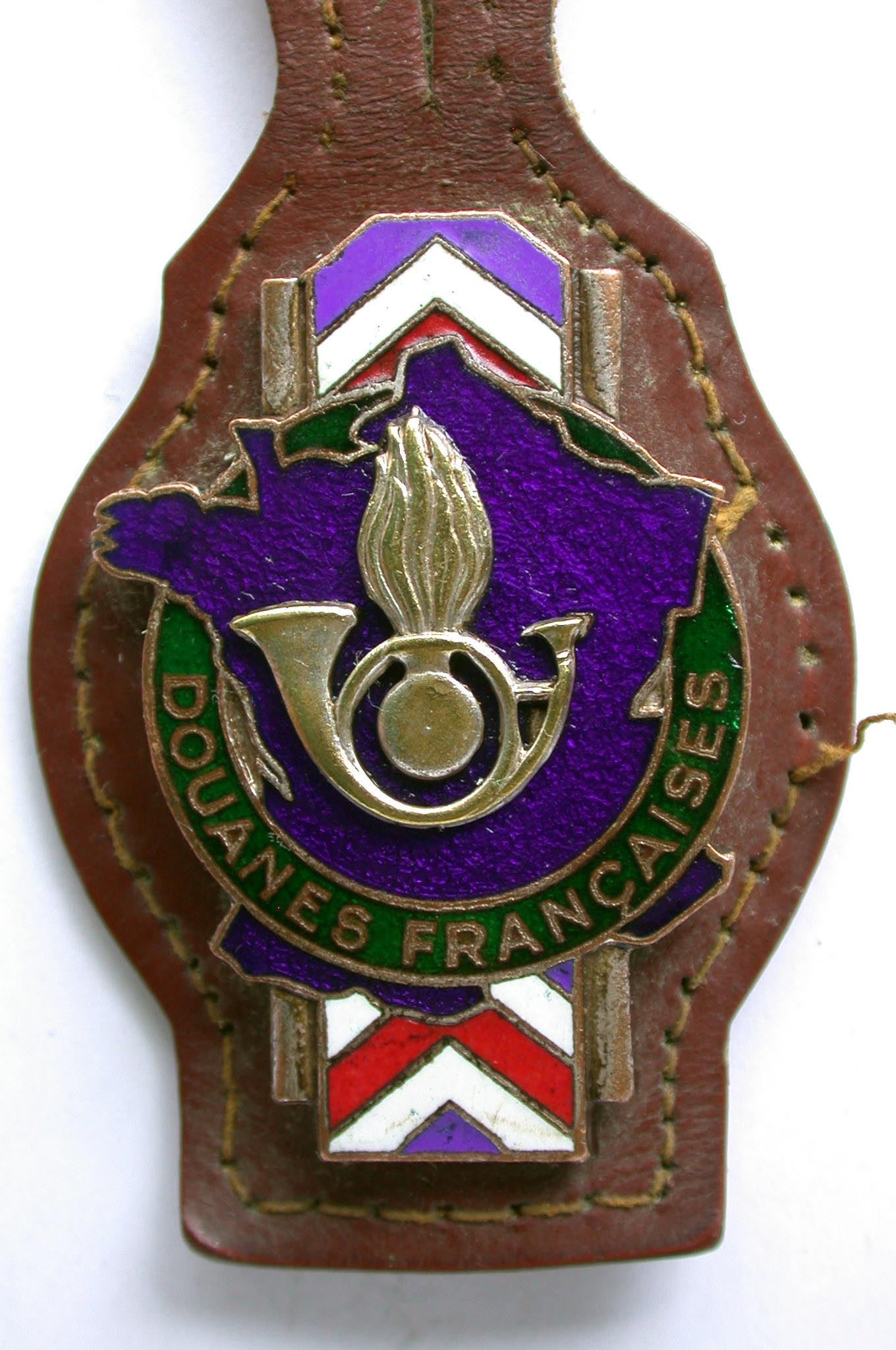
Insigne des douanes françaises.

La direction générale des Douanes et Droits indirects (DGDDI) est une autorité douanière et garde-frontières française. Elle est rattachée au ministère de l’Économie, des Finances et de la Souveraineté industrielle et numérique.
L'activité de la DGDDI est réglementée par le droit national (code des douanes, code pénal, etc.), le nouveau code des douanes de l’Union (CDU) mais aussi par des accords internationaux (OMC, divers traités de libre-échange, etc.).

## Missions
La douane est l'administration de la frontière et de la marchandise.
Elle est chargée de :
- la surveillance des frontières, qu’elles soient terrestres, maritimes, physiques ou numériques, afin de protéger le territoire ;
- du contrôle des marchandises pour protéger la population, l’environnement et l’économie ;
- de la fiscalité sur les accises.

Les missions de la direction générale des Douanes et Droits indirects sont détaillées sur son site.

## Histoire
Le 23 avril 1791, la Régie nationale des Douanes est fondée remplaçant la Ferme générale. En 16 septembre 1801, une nouvelle réforme intervient donnant naissance à la direction générale des Douanes, dont le premier directeur est Jean-Baptiste Collin de Sussy, qui est rattaché au ministère du Commerce et des Manufactures en 1812. Pierre de Saint-Cricq et Théodore Gréterin vont particulièrement faire évoluer la direction au cours du XIXe siècle qui est divisée en deux services : le service des bureaux et le service des brigades, militarisé par les ordonnances des 31 mai 1831 et 9 septembre 1832 qui créent le Corps militaire des douanes.

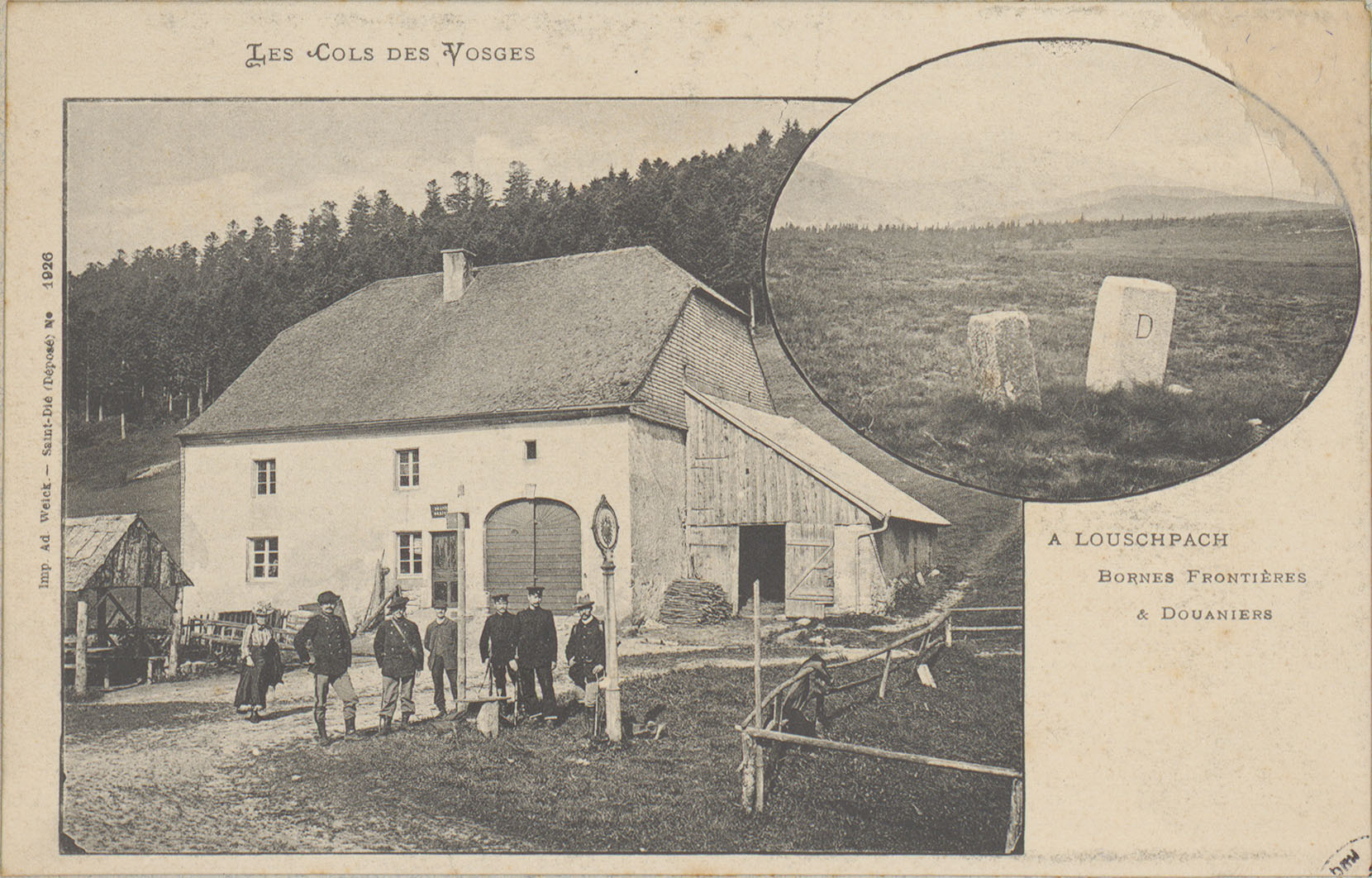
Bornes frontières et douaniers au col du Louschpach au début du XX.

Durant la Première Guerre mondiale plus de 19 000 agents des brigades sont mobilisés au sein de 65 bataillons. À l'issue des combats 1421 douaniers sont Morts pour la France. En 1939, 26 bataillons sont mobilisés jusqu'à la dissolution du Corps militaire des douanes le 27 juin 1940, après l'Armistice. Entre 1939 et 1945, 326 douaniers sont Morts pour la France.
Depuis l'année 2016, l'administration des douanes est invitée par le gouverneur militaire de Paris à participer au défilé militaire du 14 Juillet organisé à Paris à l'occasion de la fête nationale française.
En 1999, la loi du 23 juin 1999 a inséré l'article 28-1 du code de procédure pénale après l'article 28 du même code afin d'attribuer à la douane une nouvelle prérogative relevant du monopole régalien de la coercition organisée et de la violence légitime. Cet article 28-1 permet à certains contrôleurs des douanes et à certains inspecteurs des douanes de recevoir l'habilitation d'officier de douane judiciaire (ODJ).
En 2002, un décret a créé le Service National de Douane Judiciaire (SNDJ).
Les ODJ sont désignés par un arrêté conjoint du ministre de la justice et du ministre du budget, sur proposition du directeur général des douanes et des droits indirects. Cette habilitation est obtenue par les douaniers de la branche SURV après succès à un examen constitué d'épreuves écrites portant sur le droit pénal et après suivi d'une formation complémentaire à l'école nationale des douanes. Cette habilitation permet aux ODJ d'effectuer des enquêtes judiciaires (infractions aux codes des douanes, des contributions indirectes, infractions mettant en cause les ressources de l'UE, infractions au code la propriété intellectuelle, trafic d'armes, trafic d’œuvres d'art, infractions connexes). Ils sont compétents en matière de blanchiment général. Ils ne peuvent mener d'enquêtes judiciaires d'initiative et doivent être saisis par le procureur de la République ou sur commission rogatoire d'un juge d'instruction. À l'instar des officiers de Police Judiciaire (OPJ), ces fonctionnaires de la douane sont titulaires d'une décision d'habilitation prise par le procureur général près la cour d'appel du siège de leur fonction. Ils sont, pour l'exercice de leurs investigations sur les infractions à la législation douanière, placés sous la direction du procureur de la République et sous le contrôle de la chambre d'accusation du siège de leur fonction. Ils relèvent ainsi de la direction et du contrôle de l’autorité judiciaire. Les ODJ peuvent enquêter sur les infractions connexes aux infractions douanières. Le SNDJ effectue des perquisitions judiciaires alors que les autres douaniers effectuent des visites domiciliaires (ces dernières sont parfois appelées perquisitions administratives). Les ODJ procèdent à des gardes à vue alors que les autres douaniers procèdent à des retenues douanières. La retenue douanière est une mesure administrative qui s’applique aux personnes et aux marchandises (en sûreté des pénalités). La retenue douanière n'a lieu qu’en cas de flagrant délit douanier puni d’une peine d’emprisonnement. Les infractions qui ne sont pas des délits (les contraventions douanières) ne permettent pas de placer une personne en retenue douanière. Les ODJ, lorsqu'ils procèdent à des enquêtes judiciaires, disposent des mêmes prérogatives que les OPJ.
En 2019, des fonctionnaires de la direction générale des Finances publiques (DGFiP) ont obtenu le statut d’officier fiscal judiciaire (OFJ) et les mêmes pouvoirs que les ODJ. Le 1er juillet 2019, ils ont rejoint les rangs de la Douane judiciaire (à Ivry-sur-Seine) afin de compléter l’action de la BNRDF en matière de lutte anti-fraude : le SNDJ est alors devenu le service d'enquêtes judiciaires des finances (SEJF), puis l'Office national antifraude (ONAF) en 2024.

## Organisation

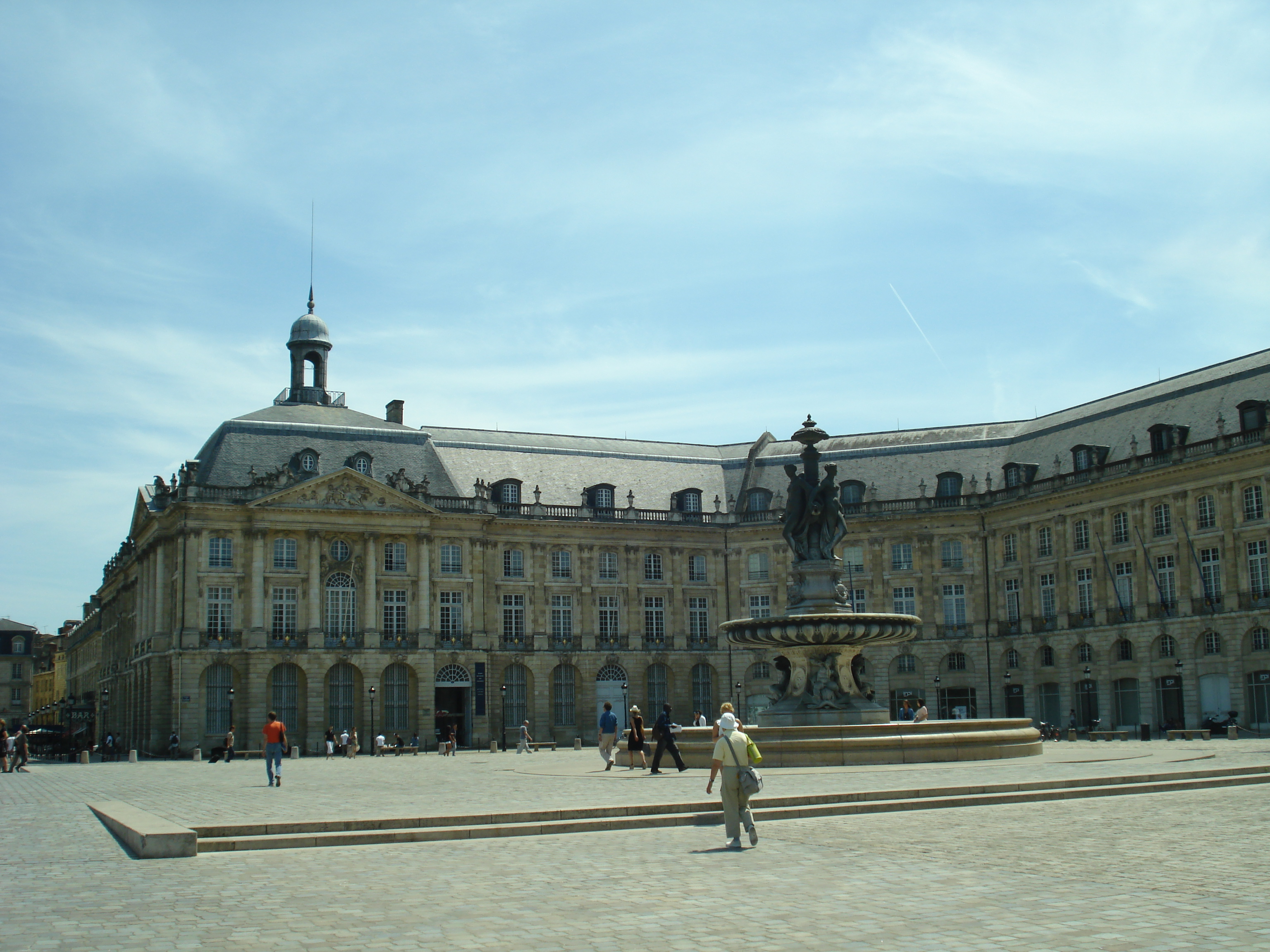
Hôtel des Douanes à Bordeaux, siège de la Direction interrégionale de Bordeaux.

L'administration des douanes emploie environ 16 000 agents et se compose :
- d'une administration centrale implantée depuis 2008 à Montreuil (banlieue est de Paris) ;
- de services à compétences nationales (c'est-à-dire des services travaillant sur une ou plusieurs missions particulières mais sur l'ensemble du territoire national) ;
- des services déconcentrés (à compétence générale mais exerçant sur une partie du territoire).

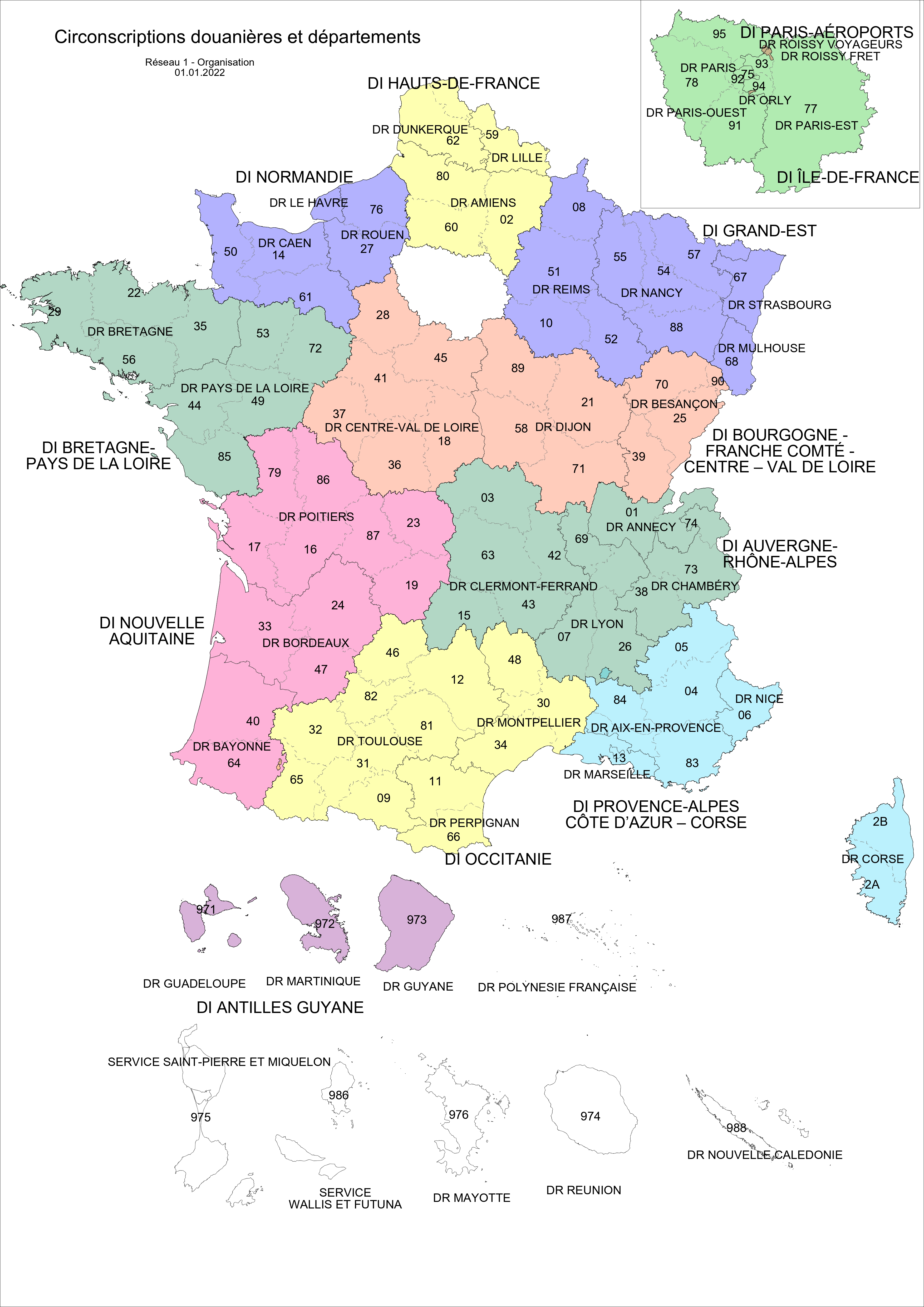
Organisation de la douane française.

### Directeurs généraux
- 1801-1812 : Jean-Baptiste Collin, comte de Sussy[4]
- 1812-1814 ; 1815 : François-Louis-Auguste Ferrier
- 1814-1815 ; 1815-1824 : Pierre Laurent Barthélemy, comte de Saint Cricq
- 1824 ; 1828-1830 : Louis-René-Simon, marquis de Vaulchier du Deschaux
- 1824-1828 : Marie-Barthélemy de Castelbajac
- 1828 : Joseph de Villeneuve-Bargemon
- 1831-1860 : Théodore Gréterin
- 1860 : Adolphe de Forcade Laroquette
- 1860-1869 : Pierre Barbier
- 1869-1879 : Léon Amé
- 1879-1884 : Pierre Ambaud
- 1884-1897 : Georges Pallain
- 1897-1902 : Georges Hilaire Bousquet
- 1902-1907 : Fernand Brunet
- 1907-1911 : Marcel Delanney
- 1911-1918 : Jean-Marie Branet
- 1918-1924 : Ernest Bolley
- 1924-1925 : Louis de Moüy
- 1925-1930 : Pierre Marie Philippe Chocarne
- 1930-1936 : Pierre Chaudun
- 1936-1938 : Louis Hyon
- 1938-1942 : Jules Leroi
- 1942-1947 : Théodule Bossuat (intérim jusqu'en 1944)
- 1947-1958 : Georges Degois
- 1958-1971 : Philippe Waldruche de Montremy
- 1971-1975 : Alain Prate
- 1975-1979 : Guy Vidal
- 1979-1984 : Jacques Campet
- 1984-1986 : Bernard Gaudillère
- 1986-1989 : Jean Weber
- 1989-1993 : Jean-Dominique Comolli
- 1993-1996 : Jean-Luc Vialla
- 1996-1999 : Pierre-Mathieu Duhamel
- 1999-2000 : François Auvigne
- 2000-2002 : Alain Cadiou
- 2002-2007 : François Mongin
- 2007-2013 : Jérôme Fournel
- 2013-2017 : Hélène Croquevieille
- 2017-2019 : Rodolphe Gintz
- 2019-2024 : Isabelle Braun-Lemaire
- 2024- : Florian Colas[5]

### Coopération Douanes, Police et Gendarmerie
En outre, la douane est intégrée aux dispositifs des groupes interministériels de recherches (GIR). Le GIR est constitué de 2 structures : une structure permanente et des structures non-permanentes. Il existe 2 sortes de GIR : le GIR police et le GIR gendarmerie.
En zone police (zone urbaine), le GIR police est constitué, dans son entité permanente :
- de plusieurs policiers (fonctionnaires de catégories A+ , A et B),
- d'un fonctionnaire des douanes et des droits indirects (de catégorie A ou B),
- d'un fonctionnaire des finances publiques (de catégorie A ou B).

En zone gendarmerie (zone rurale), le GIR gendarmerie est constitué, dans son entité permanente :
- de plusieurs gendarmes (officiers supérieurs, officiers subalternes et sous-officiers),
- d'un fonctionnaire des douanes et des droits indirects (de catégorie A ou B),
- d'un fonctionnaire des finances publiques (de catégorie A ou B).

La composante permanente du GIR peut être complétée, pour l'accomplissement d'une opération, de composantes non-permanentes et ces dernières sont composées d'effectifs supplémentaires en provenance d'autres administrations publiques comme la directions départementales de la Protection des Populations (DDPP), la direction générale de la Concurrence, de la Consommation et de la Répression des Fraudes (DGCCRF), l'inspection du travail et l'union de recouvrement des cotisations de sécurité sociale et d'allocations familiales (URSSAF).

### Direction nationale du renseignement et des enquêtes douanières

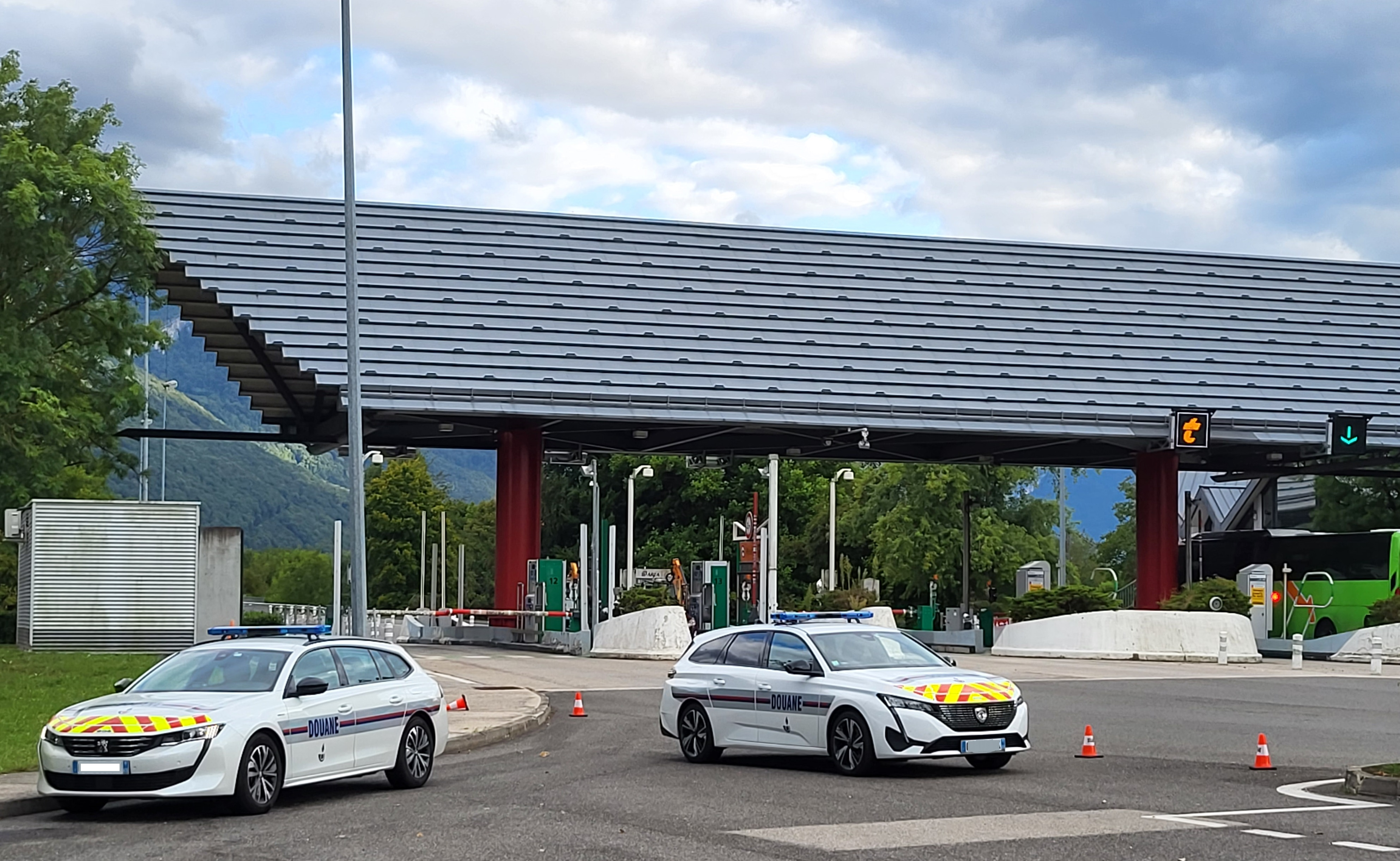
Peugeot 508 et Peugeot 308 sérigraphiées des Douanes vers Grenoble.

Le service à compétence nationale dénommé direction nationale du renseignement et des enquêtes douanières (DNRED) est l'une des directions de la DGDDI. Elle fait partie de la communauté du renseignement (CNR).
Selon l’article R 811-1 du Code de la sécurité intérieure, les services spécialisés de renseignement, mentionnés à l'article 6 nonies de l'ordonnance n° 58-1100 du 17 novembre 1958 relative au fonctionnement des assemblées parlementaires, sont :
- la direction générale de la sécurité extérieure (DGSE) du ministère des Armées,
- la direction générale de la sécurité intérieure (DGSI) du ministère de l'Intérieur,
- la direction du renseignement et de la sécurité de la défense (DRSD) du ministère des Armées,
- la direction du renseignement militaire (DRM) du ministère des Armées,
- le service à compétence nationale dénommé direction nationale du renseignement et des enquêtes douanières (DNRED) du ministère de l'Économie et des Finances,
- le service à compétence nationale dénommé traitement du renseignement et action contre les circuits financiers clandestins (TRACFIN) du ministère de l'Économie et des Finances.

La DNRED est organisée en trois directions fonctionnelles et des services centraux :
- la direction du renseignement douanier (DRD), composée d'agents des deux branches, chargée de gérer et d'animer la collecte, le traitement et la diffusion du renseignement au sein de l'ensemble des services douaniers,
- la direction des enquêtes douanières (DED), composée d'agents de la branche OP-CO/AG, chargée de procéder aux enquêtes antifraude d'importance nationale et internationale ou présentant une sensibilité particulière,
- la direction des opérations douanières (DOD), composée d'agents de la branche SURV, chargée de la lutte contre la grande fraude douanière et plus particulièrement en matière de contrebande, de la recherche de renseignements opérationnels, de la mise en œuvre de techniques d'investigation spécialisées et de l'assistance aux autres services douaniers. La DOD dispose de vingt-trois services sur l’ensemble du territoire français, dont quatre pour la zone Antilles-Guyane.

## Ressources humaines et recrutement

### Recrutement
Créée dans les années 1950, l'École Nationale des Douanes de Tourcoing (END-T) assure la formation initiales des inspecteurs-élèves des douanes et la formation continue des cadres, cadres supérieurs et cadres dirigeants. Depuis 2003, l'école accueille des fonctionnaires des douanes étrangères,.
Crée sur le site de l'ancienne base américaine de La Rochelle en 1967, L’École Nationale des Douanes de La Rochelle (END-LR) assure la formation initiales des agents et contrôleurs stagiaires des branches Surveillance et Administration Générale / Opérations Commerciales. Elle assure également la formation continue et les formations spécialisées telle que motards, maitres de chiens, marins ou personnels aériens.
L'affectation des stagiaires B et C se fait au classement à affectation nationale avec une durée minimale sur site de 3 ans.
En 2022, la Direction des Hauts de France expérimente un concours agent de constatation surveillance déconcentré dont les lauréats sont affectés uniquement dans cette Direction.
Depuis les années 1990, les effectifs de la douane ont diminué d’un quart. Ils étaient 22 000 au début des années 1980, et sont en 2023 moins de 17 000.

### Rémunération

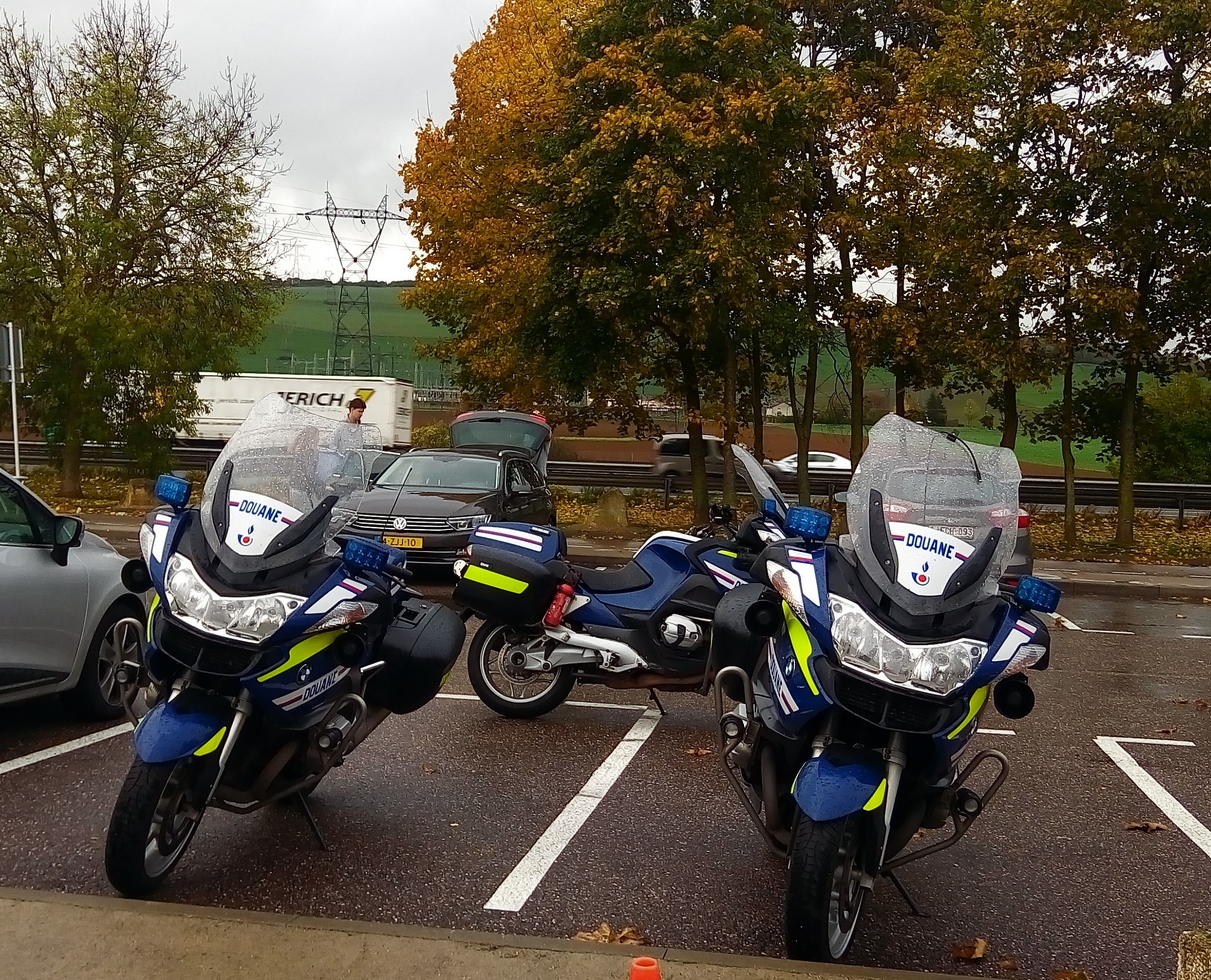
BMW de la douane française.

L'administration des douanes (la DGDDI) ne reverse que 40 % des produits de certaines amendes et confiscations au Trésor. Les conditions dans lesquelles le surplus est réparti sont déterminées par l'arrêté du 18 avril 1957 portant fixation des modalités d'application de l'article 391 du code des douanes.

## Grades
Les douaniers servant dans des unités navales ou maritimes portent des galons or (les couleurs, argent et or, sont inversées).

### Catégorie A+
| Désignation                          | Insignes |
| ------------------------------------ | -------- |
| Directeur général des douanes        |          |
| Directeur général adjoint            |          |
| Administrateur général des douanes   |          |
| Administrateur supérieur des douanes |          |
| Administrateur des douanes           |          |

| Désignation                                | Brigades terrestres | Brigades maritimes et aériennes |
| ------------------------------------------ | ------------------- | ------------------------------- |
| Directeur principal des services douaniers |                     |                                 |
| Directeur des services douaniers           |                     |                                 |

### Catégorie A
| Désignation          | Brigades terrestres | Brigades maritimes et aériennes |
| -------------------- | ------------------- | ------------------------------- |
| Inspecteur principal |                     |                                 |
| Inspecteur régional  |                     |                                 |
| Inspecteur           |                     |                                 |

### Catégorie B
| Désignation               | Brigades terrestres | Brigades maritimes et aériennes |
| ------------------------- | ------------------- | ------------------------------- |
| Contrôleur principal      |                     |                                 |
| Contrôleur de 1ère classe |                     |                                 |
| Contrôleur de 2ème classe |                     |                                 |

### Catégorie C
| Désignation                                    | Brigades terrestres | Brigades maritimes et aériennes |
| ---------------------------------------------- | ------------------- | ------------------------------- |
| Agent de constatation principal de 1ère classe |                     |                                 |
| Agent de constatation principal de 2e classe   |                     |                                 |
| Agent de constatation de 1ère classe           |                     |                                 |

## Moyens

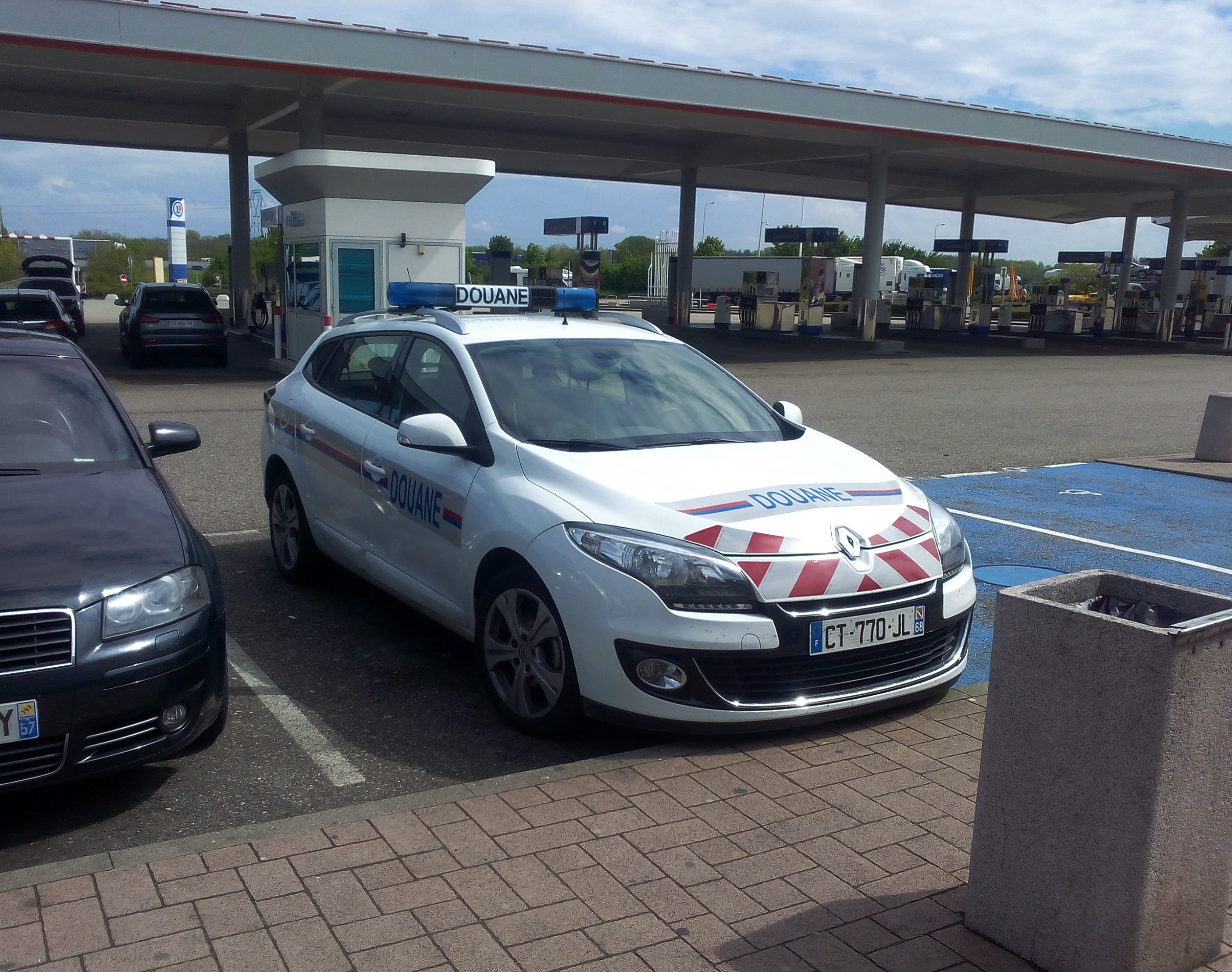
Renault Mégane.
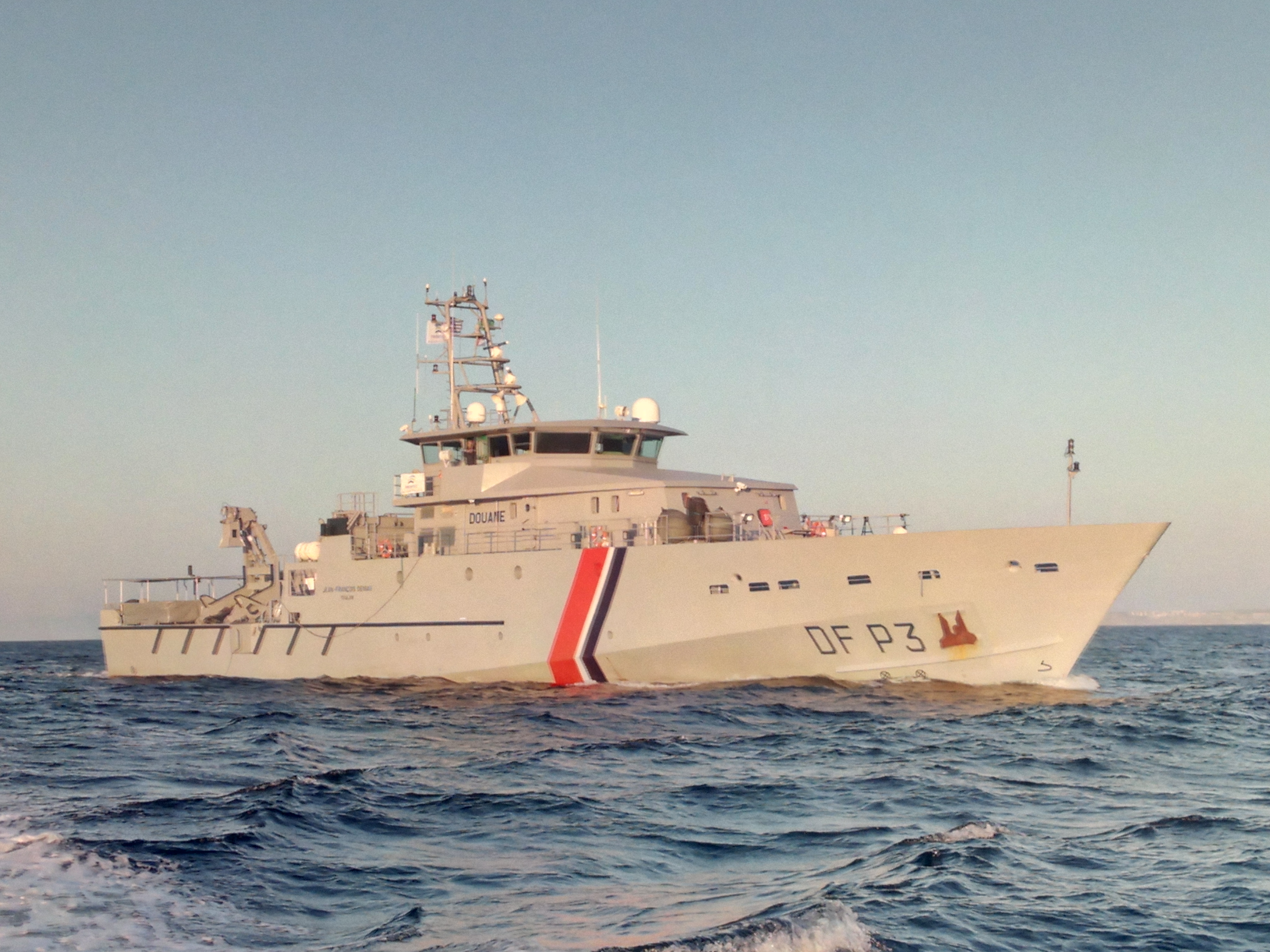
Patrouilleur des Douanes françaises de Haute Mer DFP3.
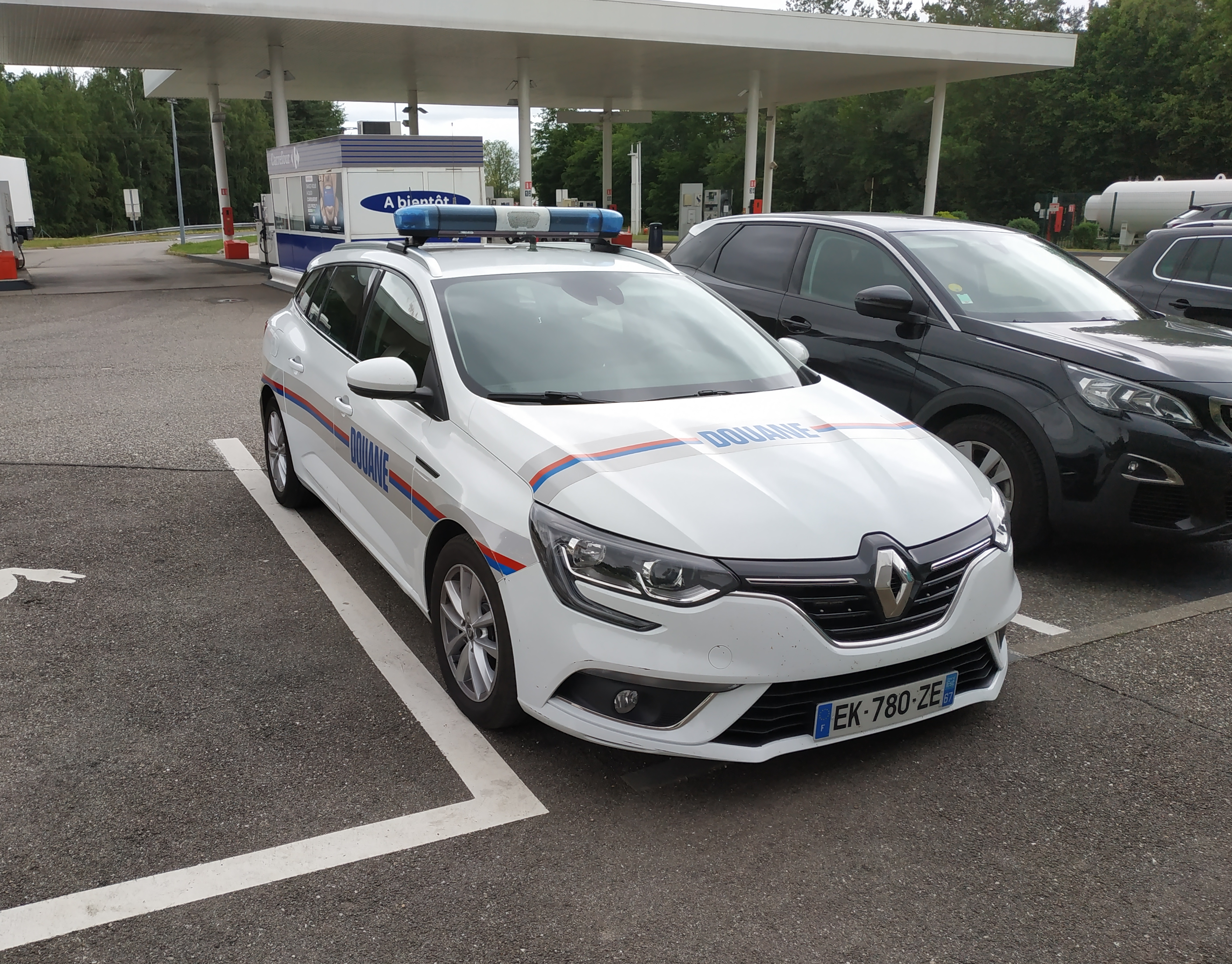
Renault Mégane IV.
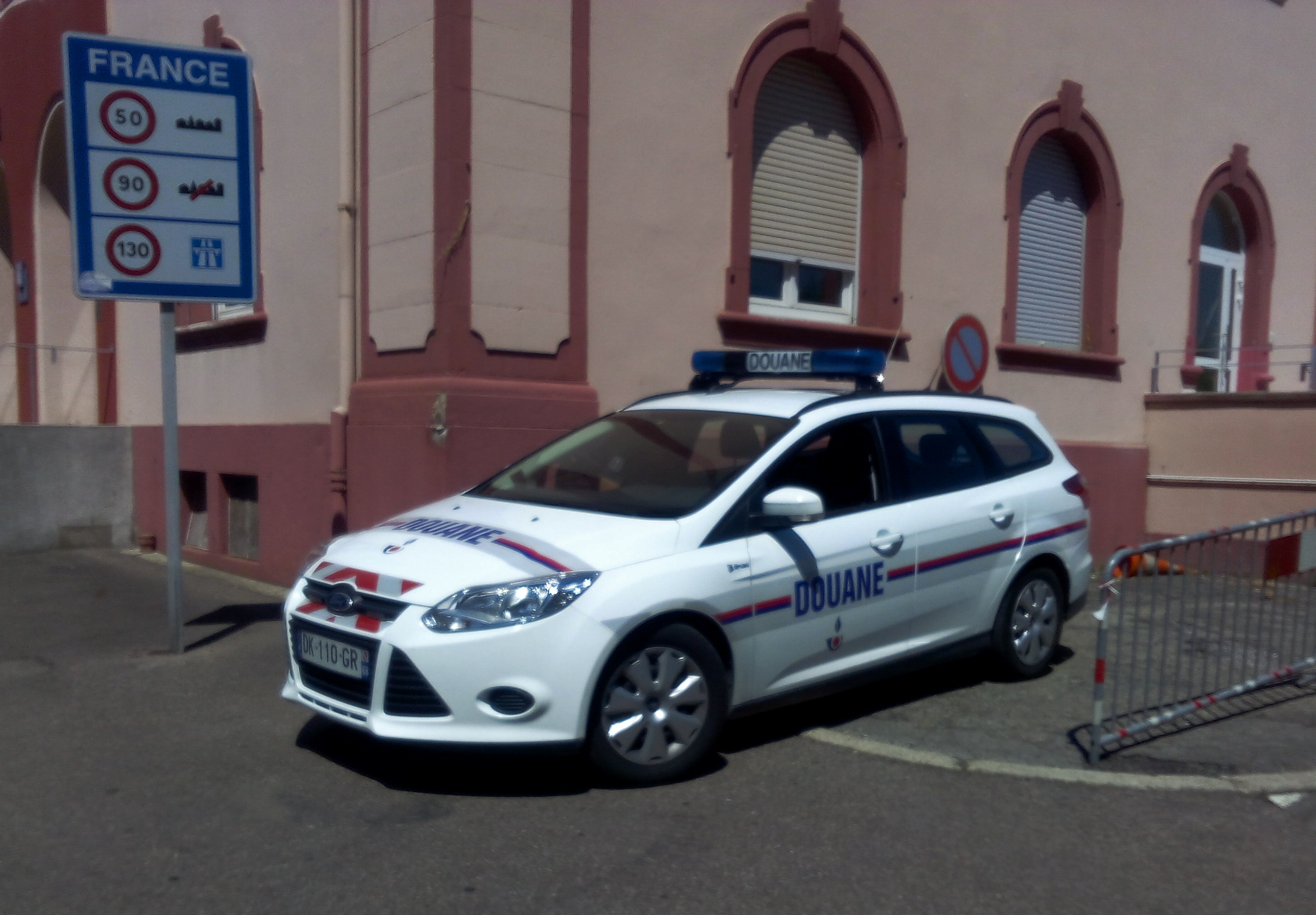
Ford Focus Mk III.
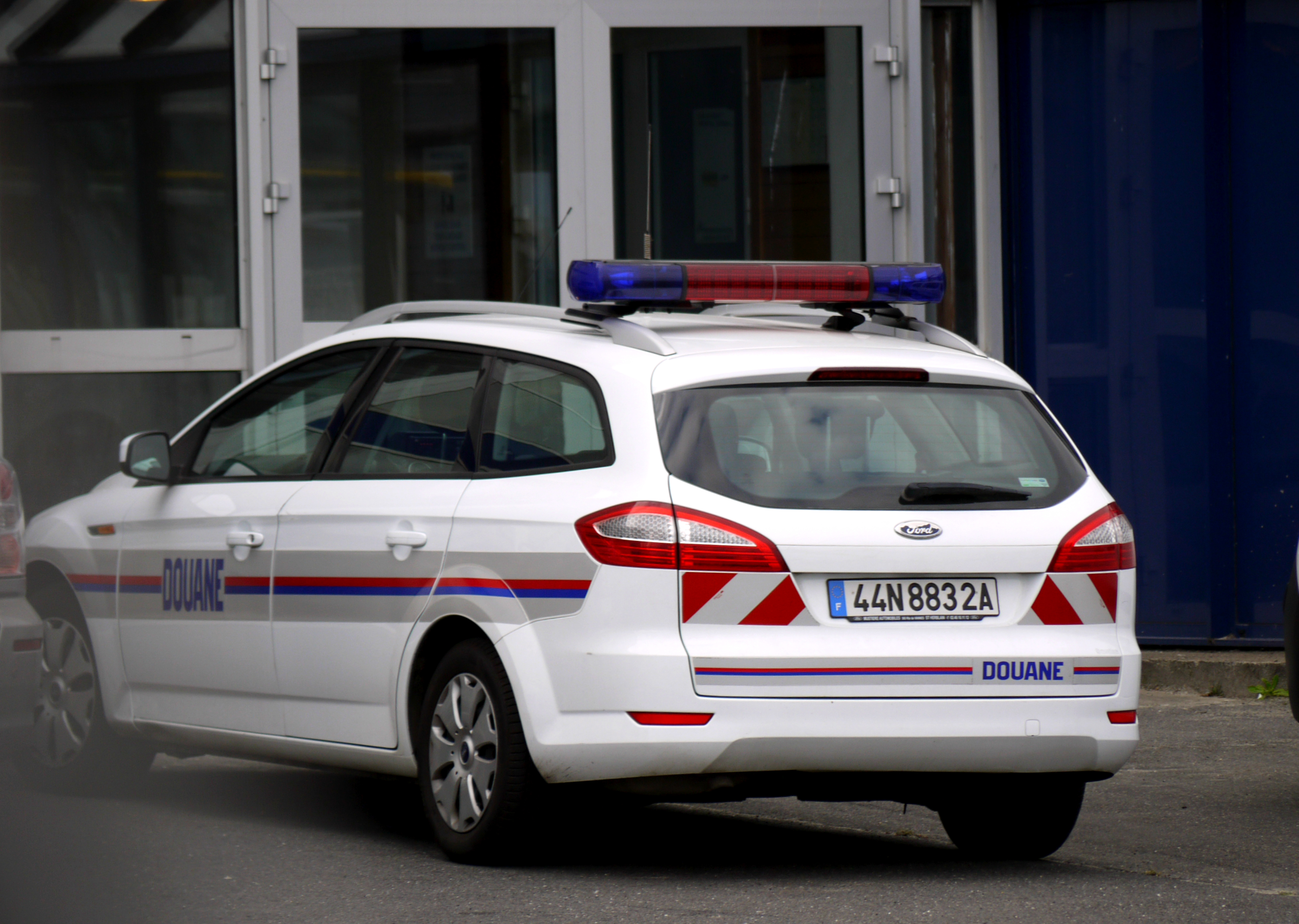
Ford Mondeo Mk IV.
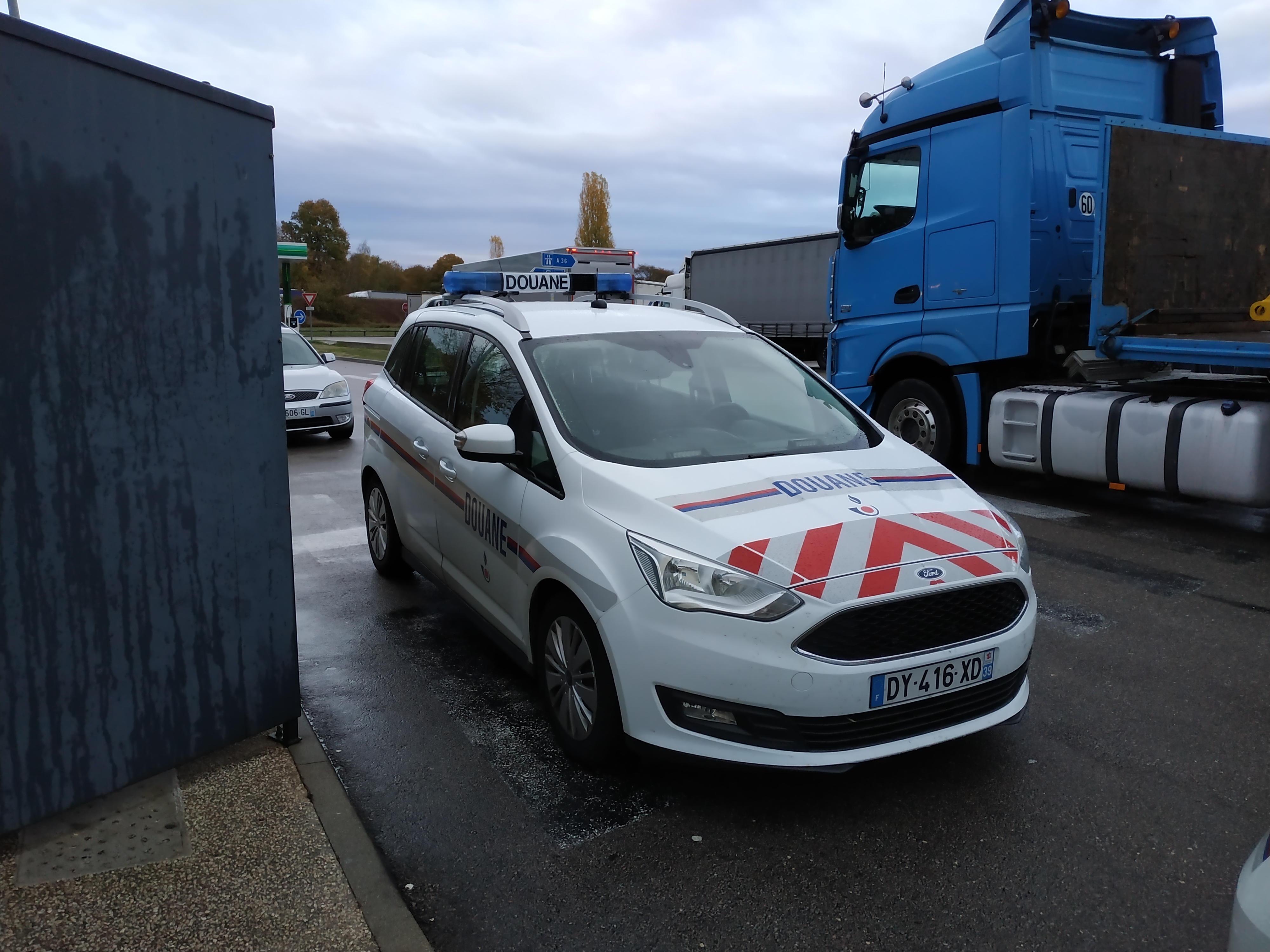
Ford C-Max.
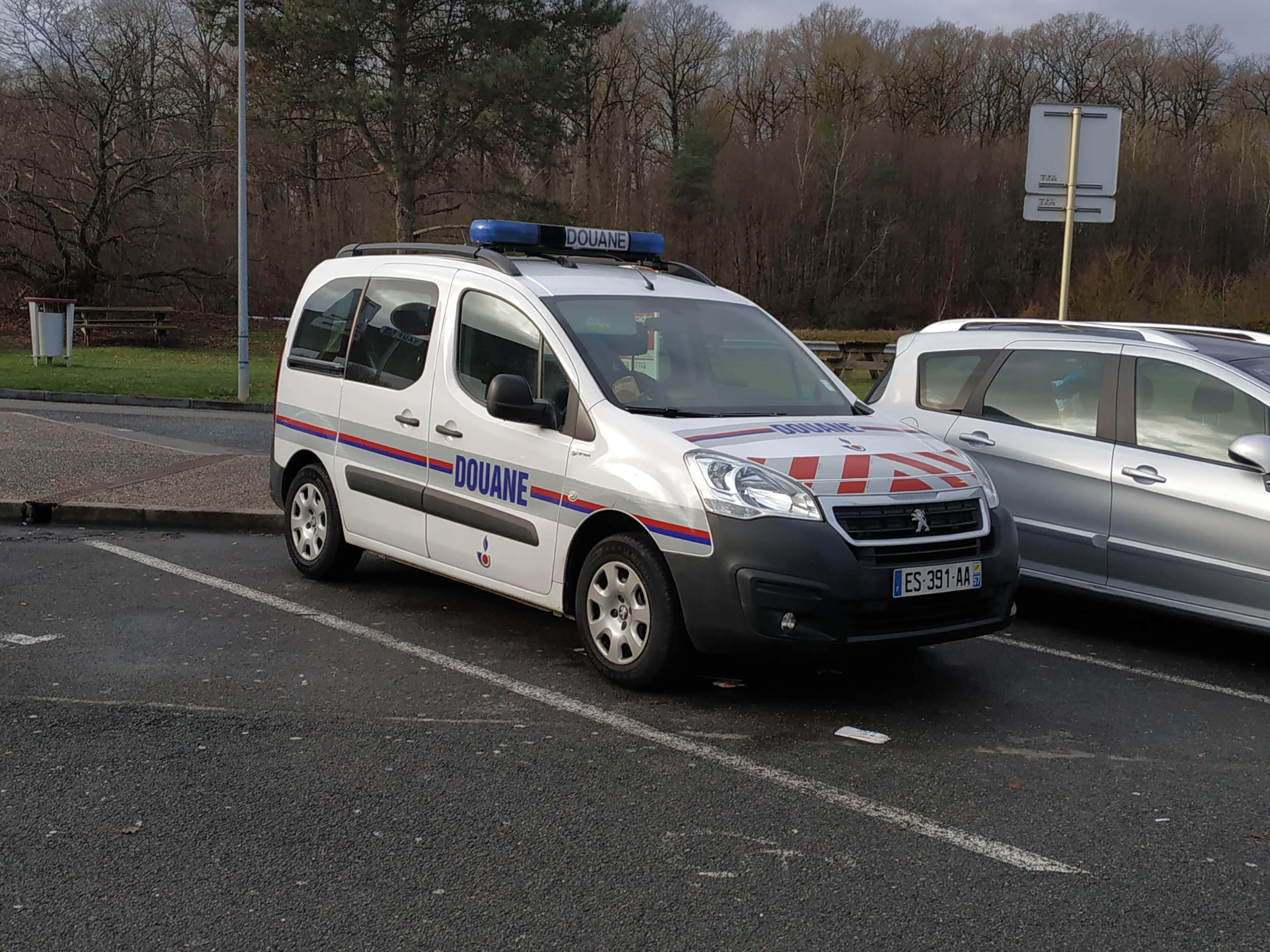
Peugeot Partner.
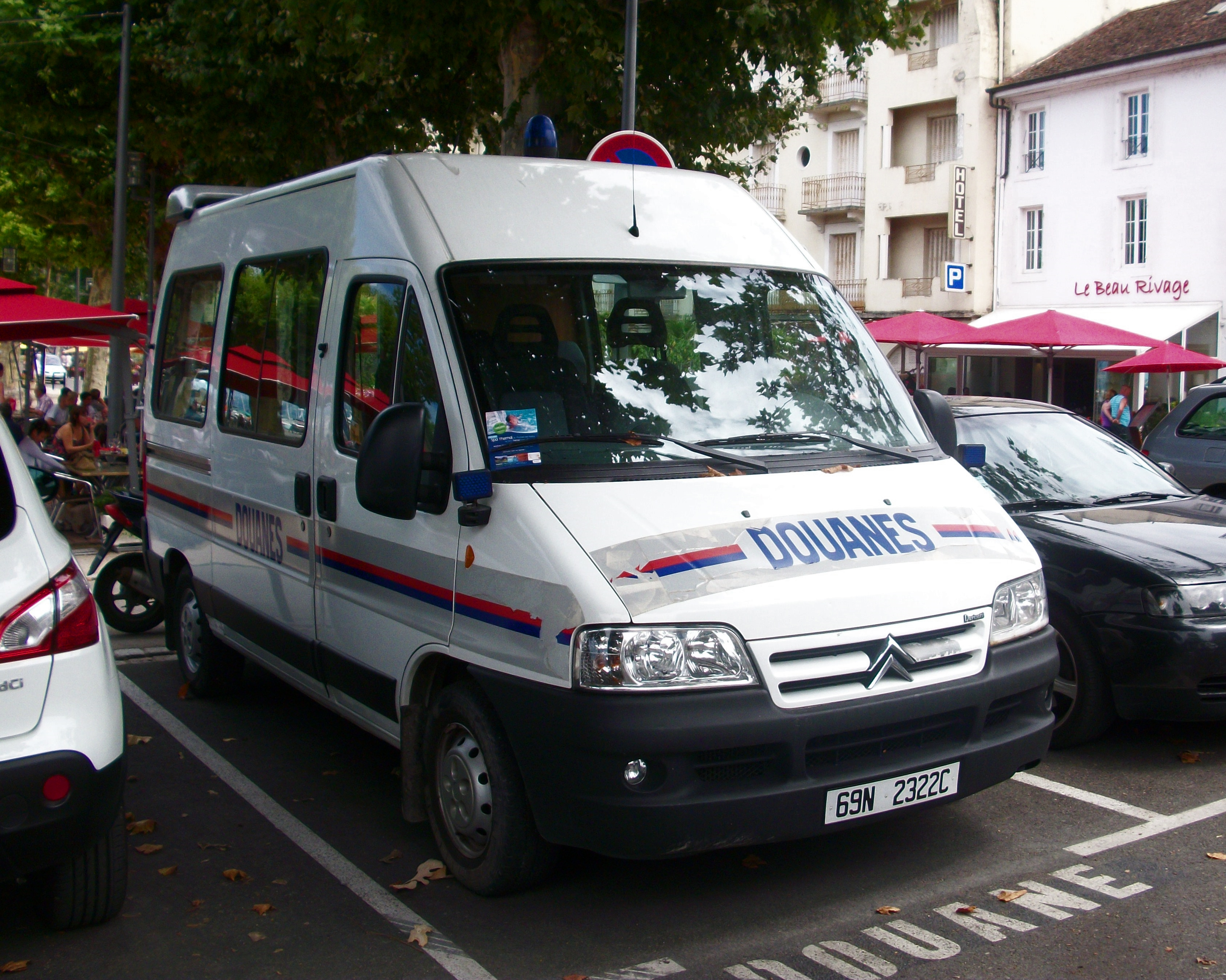
Citroën Jumper.
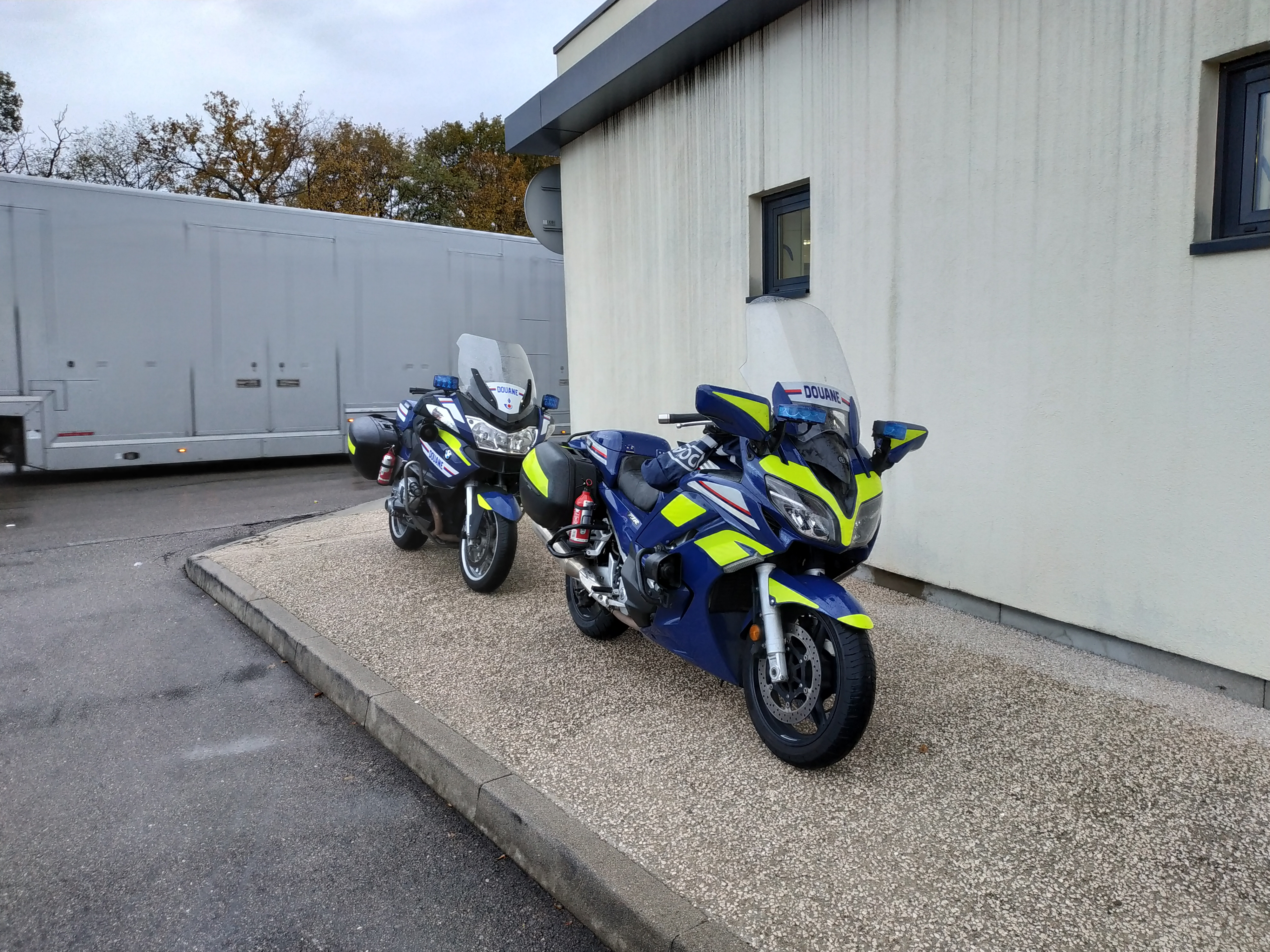
BMW R1200RT & Yamaha FJR1300.
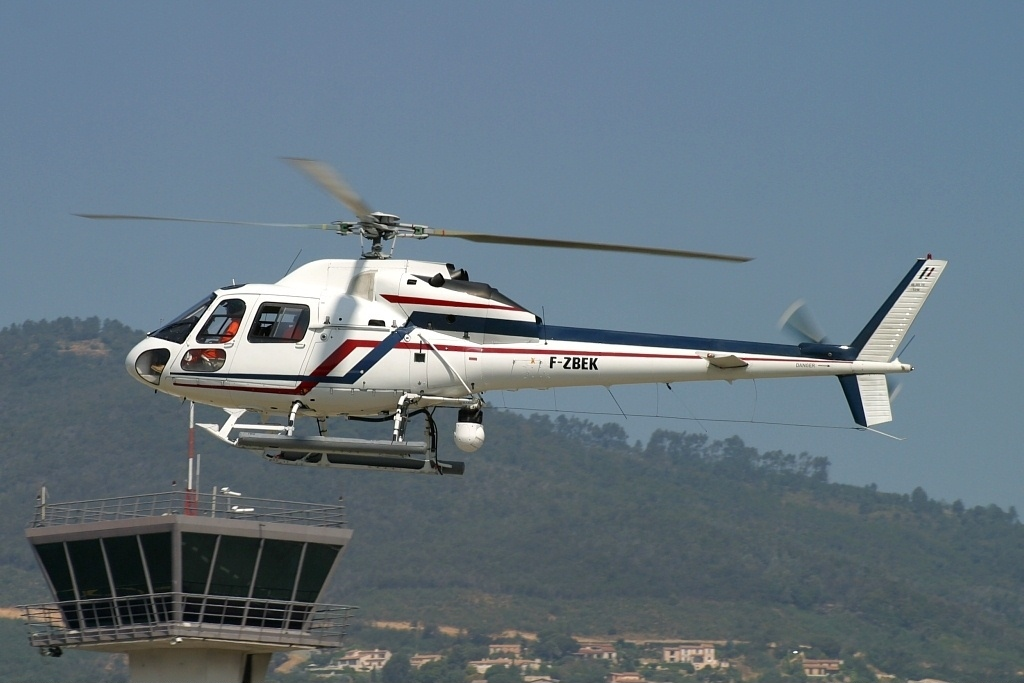
Aérospatiale AS350 Écureuil.

### Armement
L'armement de service va de la bombe lacrymogène à la mitrailleuse de 12,7 mm (sur les unités navales). L'arme cependant la plus commune est l'arme de poing individuelle : le pistolet semi-automatique Sig-Sauer SP 2022 chambré en 9 mm Parabellum qui a remplacé les revolvers de divers marques et modèles (Smith&Wesson, Taurus, Manurhin) équipés en .38 Special.
Après guerre, les Douanes équipent leurs fonctionnaires de pistolets en calibre 7,65mm Browning des trois modèles suivants: Unique, FN 10/22 et MAB D.
À partir de 1970, les Douanes remplacent ces pistolets par des revolvers Smith & Wesson (modèles 10, 19, puis 13 et 36), Colt (Detective Special). Puis en 1982, le revolver brésilien Taurus 85 entre en service (personnel féminin et aviateurs).
Enfin, le revolver Manurhin F1 entre en service en 1982/1984 pour équiper la majorité des douaniers.
Ces différents modèles de revolvers sont remplacés à partir de 2005 par le pistolet Sig Sauer Pro 2022 , qui équipe également les autres forces de sécurité intérieure françaises.
À la suite des attentats de 2015 les escouades des Brigades de surveillance intérieure (BSI) sont dotées d'un pistolet mitrailleur HK UMP.
Le fusil à pompe Remington 870 est également en dotation dans les Douanes.

#### Automobile

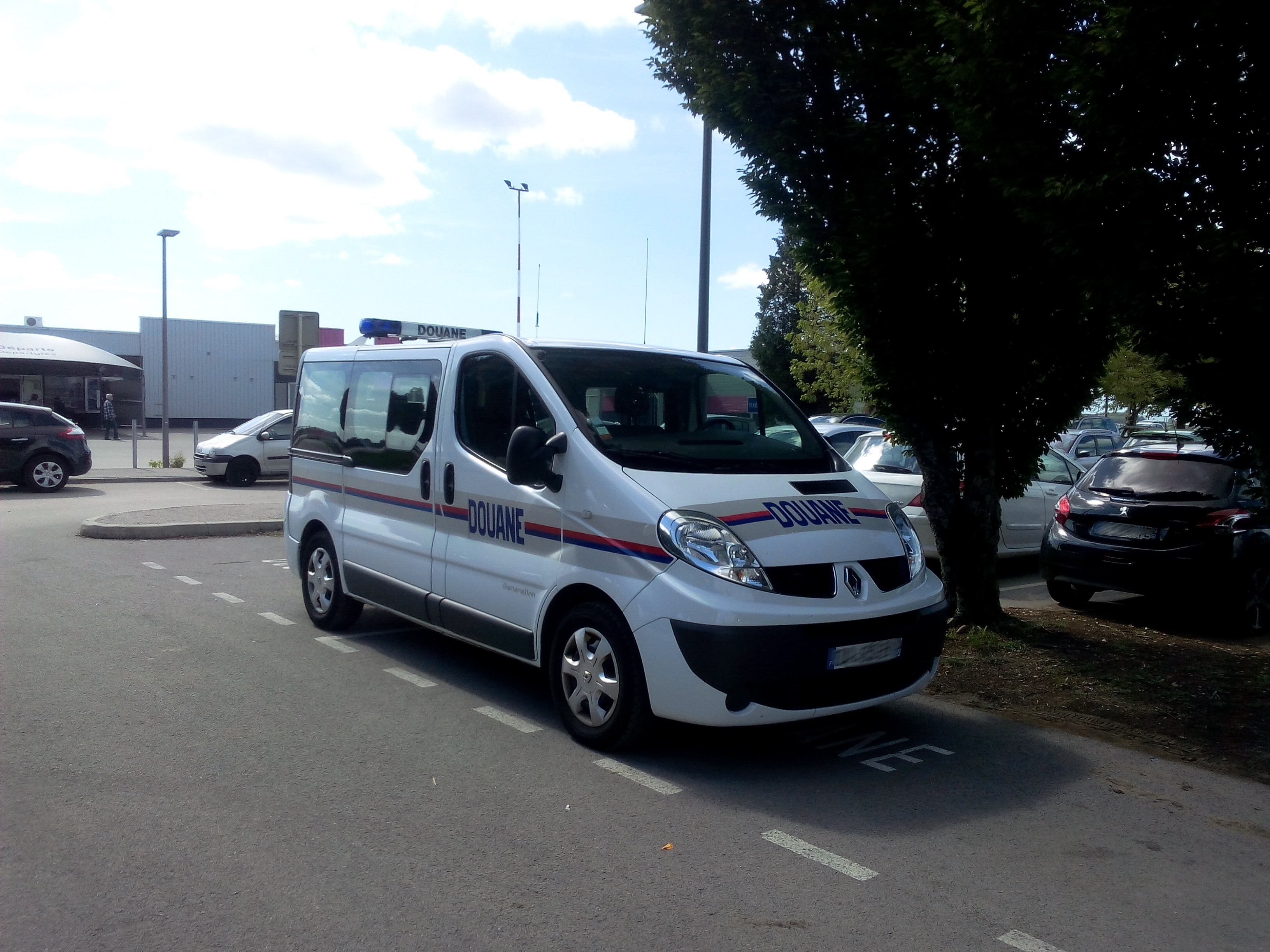
Renault Trafic, Douane française, aéroport Dole-Jura.

En 2019, la douane utilisait 3 170 véhicules et 460 motos.

#### Aéronautique

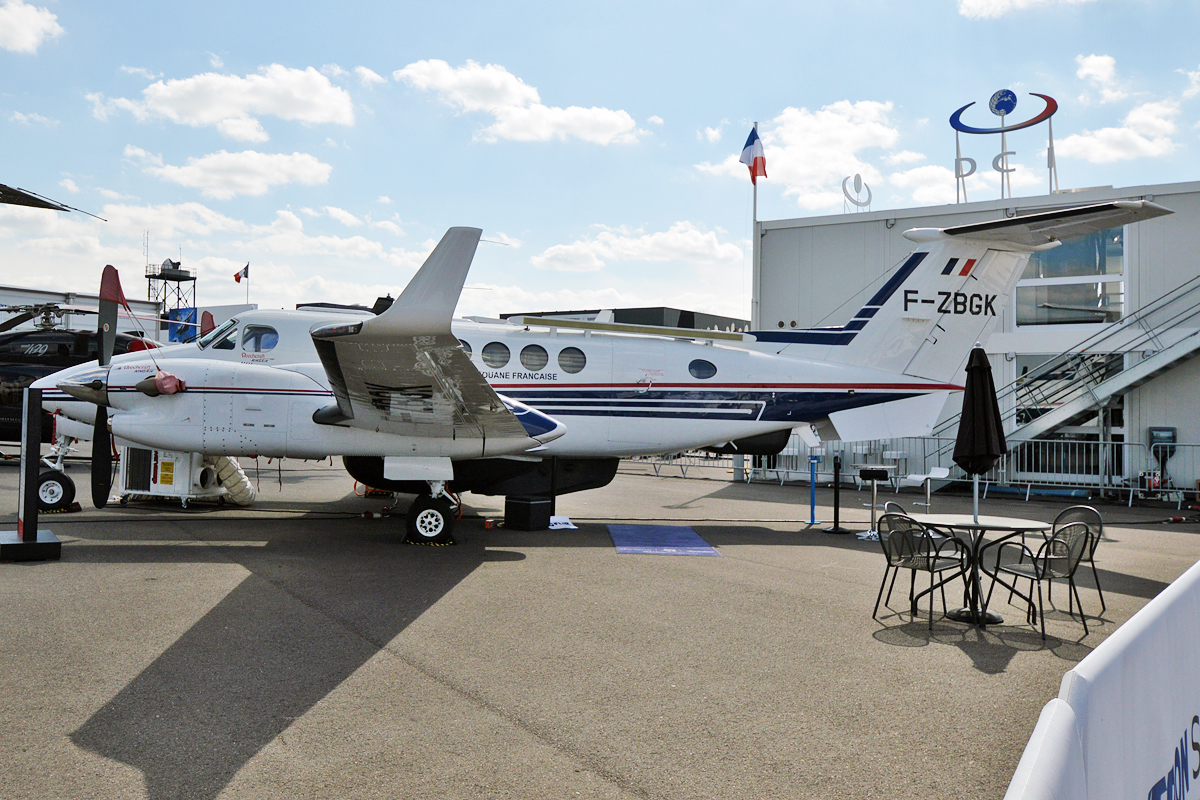
Beechcraft B300 douanier équipé du système SURMAR.

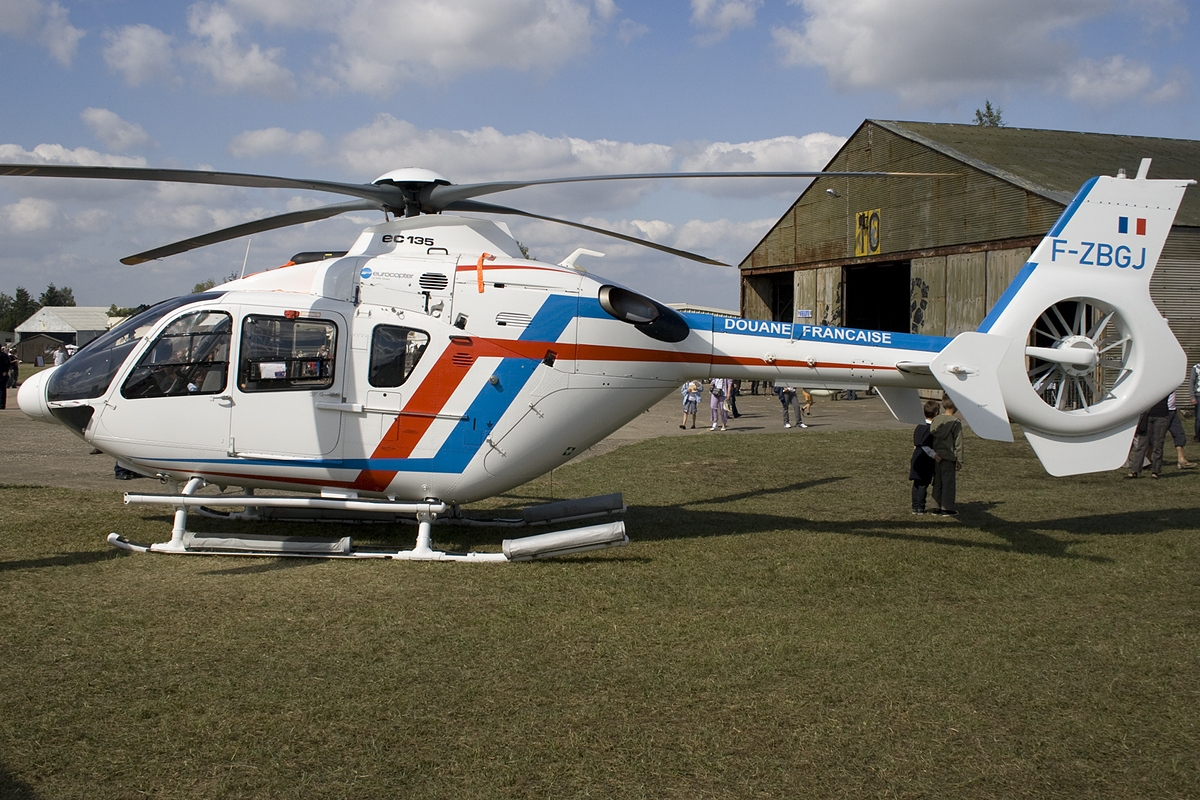
Eurocopter EC 135.

En 2021, le parc aérien comprend quatorze aéronefs (7 avions et 7 hélicoptères) :
- deux Eurocopter AS355-F2 ;
- cinq Eurocopter EC135 ;
- sept Beechcraft B300 King Air 350 et 350ER.

La maintenance de ces aéronefs est réalisée à la BCMA (Base Centrale de Maintenance Avion), située sur l'aéroport de Bordeaux-Mérignac ou à la BCMH (Base Centrale de Maintenance Hélicoptère), située à Hyères pour les entretiens importants. Pour les entretiens mineurs, la maintenance se fait aux échelons techniques des douanes (Hyères, Le Havre, Lann-Bihoue, Le Bourget, Le Lamentin).
Le maintien de navigabilité est quant à lui réalisé par l'OGMN (Organisme de Gestion du Maintien de la Navigabilité).
L'autorité compétente pour la surveillance de ces aéronefs est la DSAé (Direction de la Sécurité Aéronautique d'État).

#### Marine
En 2005, le parc naval douanier (métropole et outre-mer) comptait 29 vedettes garde-côtes (VGC) (de 19 à 32 mètres) et 27 vedettes de surveillance rapprochée (VSR) (de 7 à 14 mètres).
Dans le cadre de l'action de l'État en mer (AEM), le dispositif naval douanier connaît de fortes mutations. Ainsi, la douane a mis en service deux patrouilleurs garde-côtes de 43 mètres (le premier à Boulogne-sur-Mer en 2007, le second à Brest en 2008). Outre ces patrouilleurs et trois moyens navals annexes (dont un bateau-école l'Aunis II, un voilier la Louisiane offert par l'USCG; le Saintonge, vedette à moteur de marque Merryfisher pour l'entraînement aux manœuvres), le parc naval devrait à la fin de 2008 compter 19 VGC et 16 VSR. Les VSR vont être remplacés à partir de 2009 (budget prévisionnel de la DGDDI).

## Uniforme
L'uniforme des douanes date du Consulat (1800). Tous les douaniers en étaient alors dotés. À la Restauration, il devient l'apanage des seuls services de la surveillance.
L'uniforme le plus connu du douanier est le pantalon « bleu céleste », avec une bande « garance » portée par les employés du service actif de l'armée française sous Louis Philippe (règne de 1830 à 1848) depuis le 30 juin 1835. La bande « garance » ne symbolise pas la Légion d'honneur, mais est une récompense du maréchal Louis Nicolas Davout pour la bravoure des douaniers lors du siège de Hambourg. L'insigne de corps est la grenade à sept flammes incluse dans un cor de chasse. Il rappelle l'assimilation des bataillons des douaniers aux chasseurs à pied.

## Drapeau
Le 14 juillet 1880, à la revue de Longchamp, le président de la République Jules Grévy remet au Corps militaire des douanes un drapeau unique pour l’ensemble des bataillons de douaniers, comme pour les chasseurs à pied. Ce drapeau participera au défilé de la Victoire le 14 juillet 1919.
Le 21 janvier 1921, le drapeau est décoré de la Croix de guerre 1914-1918 avec palme matérialisant la citation à l’ordre de l’armée décernée en 1920 à la Compagnie de douaniers de Longwy pour la défense héroïque de la forteresse. Le ruban de la Croix de Guerre porte également, depuis leurs remises le 24 mai 2017, deux étoiles de vermeil pour les deux citations obtenues par les 4 compagnies du bataillon de la forteresse de Belfort les 22 mars 1915 et 6 mai 1915.
Le drapeau porte, inscrit en lettres d'or, sur l'avers, « République française » et l'inscription « Bataillons des Douanes»  et sur le revers, la devise « Honneur et Patrie », devise de l'armée de Terre, alors que la devise des Douanes est « Honneur et Dévouement ». 
La garde du drapeau des Douanes françaises est confiée depuis 1967 à l'École nationale des douanes à La Rochelle.

## Laboratoires
Depuis le 1er janvier 2007, le réseau de laboratoires de la DGDDI et de la direction générale de la Concurrence, de la Consommation et de la Répression des fraudes (DGCCRF) a fusionné pour former le service commun des laboratoires (SCL) répartis dans une douzaine de villes françaises.

## Blessés et morts en service dans la Douane
En mars 2011, un douanier décède après une course poursuite sur l'autoroute A10 entre Poitiers et Tours.
En 2015, un douanier est mort tué par balles à Toulon.
Le 30 juillet 2024, un grave accident s'est produit à la sortie de l'aire de Saint-Laurent, sur l'autoroute A25. À la suite d'un violent choc entre des véhicules stationnés en sortie d'aire et des motards des douanes, l'un de ses agents a été tué, un autre a été gravement blessé.